# Новий суббурбанізм
Новий суббурбанізм — це течія міського та вуличного дизайну, головна ідея якого є вдосконалення існуючих приміських чи екскурсійних проектів. Нові суббурбаністи прагнуть знайти альтернативу між дихотомією самого центру міста та віддаленого  передмістя за допомогою таких речей як гаражі із заднім в’їздом та озелененням міста.
Стратегія розробки нового стилю координально відрізняється від традиційного післявоєнного передмістя. На відміну від післявоєнногих заміських територій, де не так багато гарних варіантів для бажаючих купити житло, нові приміські спільноти пропонують продажі через пакети та спеціальні додатки, а також більші варіанти для продажу. Післявоєнні заміські забудови з тих пір наповнюються будинками, і навіть  бізнес офіси,що розташовані поза міським центром. Це створило нові  суспільні громади, а не просто заміське житло.
Приміський розвиток несе за собою негативні наслідки, оскільки воно часто займає землю сільськогосподарського призначення, руйнує екосистеми, займає багато жилплощі та поширює використання автомобільного транспорту. Явище продовжує зростати, оскільки понад 70% американців вирішили жити в таких громадах. Планувальники в даний час прагнуть зробити приміщення більш стійким і новий суббурбанізм пропонує прийняти альтернативне рішення. Цей підхід до планування передбачає перепрофілювання приміських громад,збільшуючи кількість людей у них, справедливими та екологічно безпечними, зберігаючи при цьому належне житло та дизайн споживачів.
Відмінності нового суббурбанізму
Новий урбанізм - це стиль планування нового мікрорайону міста , який зосереджений  на розробці аспектів і деталей, що створюють більшу участь громади, тоді як новий суббурбанізм - це вдосконалення існуючих заміських територій.
Новий урбанізм, хоча і невеликий рух, є більш успішним, ніж новий суббурбанізм, оскільки він посідає лише одне перше місце, а новий урбанізм займає сотні перших.